# 阿尔梅达·加勒特
阿尔梅达·加勒特子爵（葡萄牙語：Visconde de Almeida Garrett；葡萄牙語發音：[aɫˈmɐjdɐ ɡɐˈʁɛt(ɨ)]；1799年2月4日—1854年12月9日） 全名若奥·巴普蒂斯塔·达席尔瓦·雷涛·德阿尔梅达·加勒特（葡萄牙語：João Baptista da Silva Leitão de Almeida Garrett），是葡萄牙诗人、剧作家、小说家和政治家。他为浪漫主义和现代戏剧在葡萄牙本国的发展做出了卓越贡献，是现代葡萄牙文学的建立者之一。

## 生平
1799年，加勒特出生于葡萄牙波尔图的一个富裕家庭。1809年，为了逃避苏尔特元帥军队发动的“法国入侵”战争（半岛战争），他们全家搬到了亚速尔群岛特塞拉岛的英雄港。在那里，天主教英雄港教區主教和身为神职人员的叔叔成了他的老师。来自巴西的穆拉托人保姆罗莎·德·利马经常给他讲一些民间故事和传说，这对他之后的文学创作产生了很大影响。1820年，葡萄牙发生自由主义革命，加勒特当时还在科英布拉大学学习法律。
1823年，米格尔王子反动军事政变，解散了当时的议会，加勒特被流放到了英格兰。在沃里克郡的埃德巴斯顿市，他深受莎士比亚和沃尔特·司各特的影响，逐步形成了浪漫主义创作风格。1825年初，加勒特前往法国，并写下了《贾梅士》（Camões）等诗歌，它们通常被认为是葡萄牙浪漫主义文学的开端。1826年，葡萄牙国王若昂六世逝世，他又回到了葡萄牙。1828年，米格尔自封为国王，进行专制统治，加勒特再次被流放至英格兰。在普利茅斯皇家剧院，他的悲剧《加图》（Catão）成功进行了公演。
1834年，米格尔的专制统治被自由军推翻，君主立宪制得以重建。加勒特又重返葡萄牙，成为了自由主义的演说家。在此期间，他还曾短暂地担任过葡萄牙驻布鲁塞尔总领事。
1852年，时任葡萄牙女王玛丽亚二世授予加勒特子爵头衔。同年，他被任命为萨尔达尼亚公爵内阁的外交部长，但仅上任数月。
1854年12月9日，加勒特因癌症在里斯本去世，被埋葬在了Prazeres公墓。1903年5月3日，他的遗体被转移到热罗尼莫斯修道院，并与路易·德·贾梅士等众多葡萄牙历史著名人物埋葬在了一起。后来，他的遗体被转移到了里斯本国家先贤祠存放。

## 纪念
1957年3月7日，葡萄牙发行了一套邮票，以纪念阿尔梅达·加勒特子爵。

## 著作

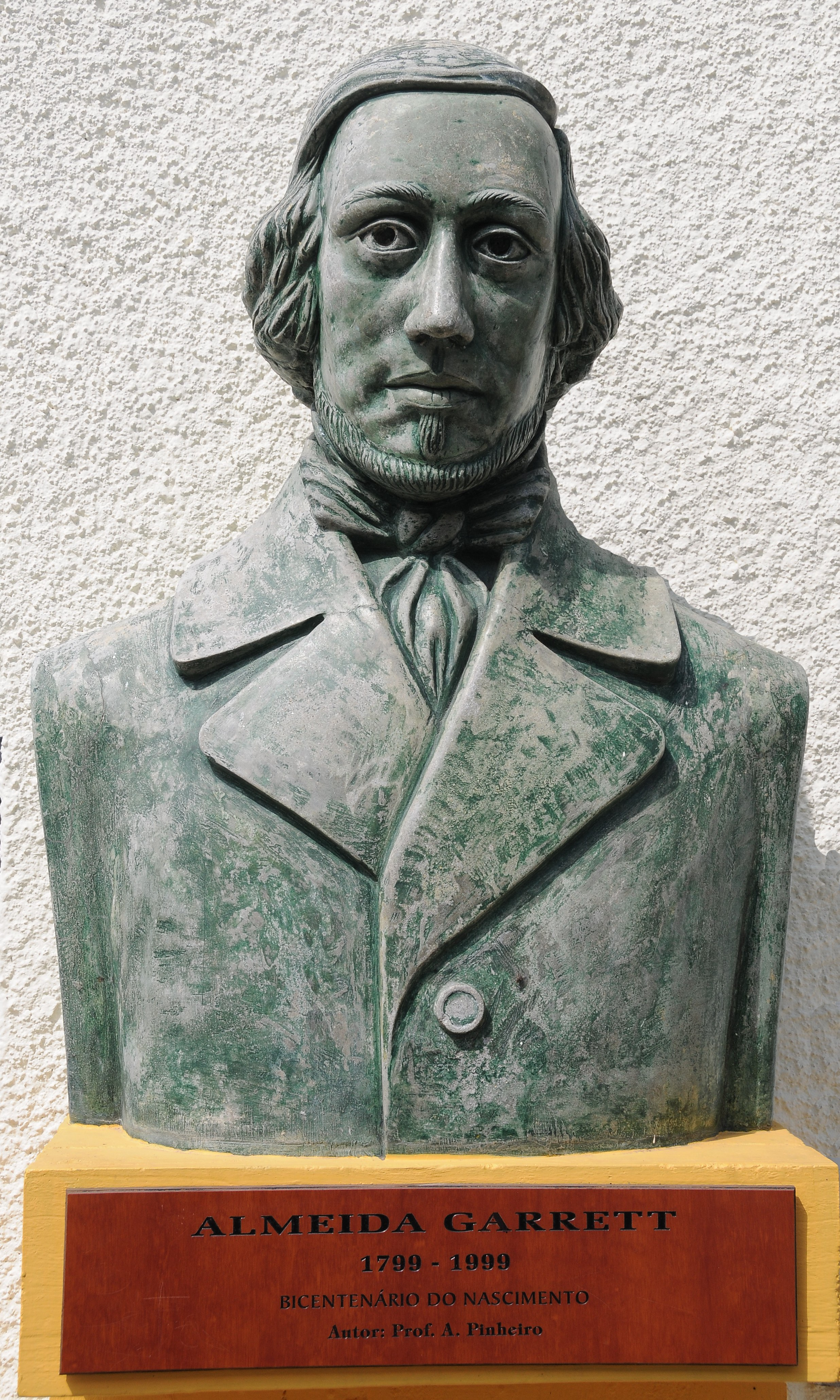
位于葡萄牙布拉加的半身像

| 文学体裁 | 葡语原名               | 中文译名              | 出版年份 | 注释     |
| -------- | ---------------------- | --------------------- | -------- | -------- |
| 戏剧     | Mérope                 | 《梅罗珀》            | 1820年   |          |
| 戏剧     | Catão                  | 《加图》              | 1821年   | （悲剧） |
| 戏剧     | Um Auto de Gil Vicente | 《吉尔·文森特的剧本》 | 1838年   | 历史剧   |
| 诗歌     | O Retrato de Vénus     | 《维纳斯的肖像》      | 1821年   | [ 12 ]   |
| 诗歌     | Camões                 | 《贾梅士》            | 1825年   | （史诗） |
| 诗歌     | Dona Branca            | 《多纳布兰卡》        | 1826年   | [ 14 ]   |
| 诗歌     | Adozinda               | 《阿多津达》          | 1828年   |          |
| 诗歌     | Folhas Caídas          | 《落叶集》            | 1853年   |          |
| 小说     | Viagens na Minha Terra | 《家乡游记》          | 1846年   | [ 15 ]   |
| 小说     | Helena                 | 《海伦娜》            | 约1854年 |          |